# Agulhas da Máquina de Costura
As Agulhas da Máquina de Costura (62° 58′ 11,8″ S, 60° 29′ 39,1″ O) são um grupo de três agulhas de rochedo proeminentes, a mais alta tendo 45 m, situada próximo a sudoeste do Cabo Rancho, Ilha Decepção, nas Ilhas Shetland do Sul. O nome Rochedo Máquina de Costura foi dado por baleeiros para o que era originalmente um arco natural conspícuo. As "Agulhas" são agora consideradas o termo descritivo mais adequado; um tremor de terra em 1924 causou o colapso do arco.